# Quileiros
Quileiros (em castelhano: quileros) são os indivíduos que compram produtos em pequenas quantidades em comércios de cidades ou lugarejos fronteiriços no Brasil para vendê-los no Uruguai. Geralmente são habitantes fronteiriços, de poucos recursos, que realizam contrabando em pequena escala, com recursos muito limitados.

## Características
O transporte das mercadorias costuma ser realizado a cavalo, em carros ou em outros meios de transporte de pequeno porte, tais como bicicletas ou motocicletas. A rota de ingresso não se dá pelos caminhos oficiais e convencionais, mas sim por caminhos clandestinos no meio do mato, distantes dos postos de fiscalização fronteiriços, o que motiva o combate constante das autoridades uruguaias a esse tipo de contrabando.
O nome vem da designação dada pelos habitantes do departamento de Cerro Largo, especialmente nas cidades de Aceguá e Rio Branco. São figuras particulares da fronteira brasileiro-uruguaia, especialmente presentes nos departamentos de Cerro Largo, Rivera e Artigas, todos limítrofes com o Brasil.

## Na cultura popular
Esse termo foi registrado por vários poetas uruguaios. Dentre eles, um dos mais conhecidos é Camino de los quileros do cantautor uruguaio Osiris Rodríguez Castillos.
O filme franco-uruguaio-brasileiro O Banheiro do Papa (El baño del Papa) que estreou em 2007 e ganhou vários prêmios internacionais, apresentou a vida dos quileiros uruguaios de Melo que faziam a compra dos produtos em Aceguá, no Rio Grande do Sul em meio a uma visita do Papa João Paulo II ao Uruguai em 1988.